# Спасо-Преображенская церковь (Старые Печёры)
Церковь Преображения Господня в Старых Печёрах — приходской храм Нижегородского благочиния Нижегородской епархии Русской православной церкви. Расположена в историческом районе Старые Печёры, в настоящий момент — в черте Нижнего Новгорода.
Ведёт историю от старинной деревянной церкви Иоанна Богослова, построенной в XVII веке на месте обнаружения мощей схимонаха Иоасафа Печерского, нижегородского чудотворца, канонизированного как местночтимого святого.
Существующий каменный храм был построен в 1788—1794 годах и освящён в честь праздника Преображения Господня.

## История

### Иоанно-Богословская церковь
Существующий в наши дни исторический район Старые Печёры получил название в XVII веке, так как находился вблизи от Вознесенского Печерского мужского монастыря. На тот период это было пригородное село (слобода). Его название появилось вследствие того, что приходская церковь слободы стояла на месте первоначального древнего Печерского монастыря. 18 июня 1597 года оползень уничтожил обитель, и она была перенесена на другое место, ближе к Нижнему Новгороду.
На руинах старого монастыря были обнаружены мощи подвижника — схимонаха Иоасафа Печерского. По велению царя Фёдора Иоанновича для поминовения умершей братии над гробницей преподобного Иоасафа была выстроена деревянная часовня, позже заменённая на деревянный храм.
Настоятель Печерского монастыря архимандрит Макарий в 1620-е годы подал московскому патриарху Филарету челобитную грамоту следующего содержания:
…в твоём государьском <…> Печерском монастыре священицы и старцы и все нищие твои богомольцы со мною <…> били челом служку монастырского Степашка Михайлова, чтобы ты, государь, пожаловал благословил храм воздвигнути древяной во имя святого и всехвального апостола и евангелиста Ивана Богослова в старом монастыре на новом месте у старова и брацкова кладбища…Из челобитной грамоты архимандрита Макария к патриарху Филарету (1620-е годы).
Патриарх дал благословение на строительство, но деревянная церковь простояла недолго. В 1640 году Богословская церковь в Старых Печёрах сгорела. Тогда настоятель с братией обратились к патриарху Иоасафу с просьбой дать благословение на восстановление здания. Храм был восстановлен за два года, и в 1644 году освящён заново. В это же время в Иоанно-Богословский храм перенесли из Никольского храма, стоявшего вне ограды монастыря, на самом берегу Волги, два чудотворных образа святителя Николая Чудотворца, пользовавшихся особым уважением у прихожан.
В начале XVIII века на месте старой деревянной церкви возвели новый храм. Строительство силами жителей Старых Печёр и прилегающих так называемых Никольских слобод началось в 1708 году по благословению нижегородского митрополита Исаии. В 1709 году прихожанин подъячий Тит Дементьев, сын Зеленов подал царю Петру I челобитную грамоту о разрешении архимандриту Печерского монастыря Варсонофию освятить храм:
…В подмонастырских Никольских слободах, что в Старых Печёрах, церковь деревянную во имя Иоанна Богослова, да придел Иоанна Воинственника вновь на церковном старом месте построена <…>, а не освящена, а ко освящению в готовности. Всемилостивейший государь, прошу Вашего Величества вели, государь, тое вышеописанную церковь и придел освятить нижегородского Печерского монастыря архимандриту Варсонофию и потом к ней дать антиминсы…Из челобитной грамоты подъячева Тита Деменьтева, сына Зеленева к Петру I (1709).
Обращение к самому царю было вызвано том, что все монастырские вотчины на тот момент были отписаны в «область Святейшего Патриархата». Новая деревянная церковь была освящена вновь во имя Иоанна Богослова. Судя по сохранившимся зарисовкам слободы от 1728 года, это была небольшая шатровая церковь с трапезной, без колокольни.

### Спасо-Преображенская церковь
Во время сильного пожара в мае 1782 года Иоанно-Богословская церковь сгорела. Прихожане решили построить новую церковь. Строительство началось в 1788 году, а завершилось спустя шесть лет в 1794 году. Новая каменная церковь первоначально была освящена в честь в 1790 году в честь Николая Чудотворца, по имени первого построенного придела. В 1794 году, после возведения основного храма, церковь освятили уже в честь праздника Преображения Господня.
Выстроенное здание, в связи с тем, что не вмещало всех прихожан, было перестроено: в 1816 году к трапезной с правой стороны пристроили придел во имя святого апостола и евангелиста Иоанна Богослова. При расширении храма пещера с гробницей схимонаха Иоасафа оказалась в главной Преображенской церкви, у северной стены.
В 1860 году храм был отремонтирован на средства прихожан: обновлены иконостас, иконы и утварь. В 1882 году по желанию балахнинского епископа Макария (Миролюбова) для расширения помещения около гробницы под церковью был освящён небольшой пещерный храм (крипта) в честь преподобного Иоасафа, царевича Индийского. После этого значительно возросло число паломников, а в храме стало четыре престола: главный — в честь Преображения Господня, в правом приделе — в память святого апостола Иоанна Богослова, в левом — в честь святителя Николая Чудотворца, и в скрипте — в честь преподобного Иоасафа царевича.
К 1916 году приход церкви состоял из жителей села Печёрской Слободы (401 двор) и двух деревень: Подновской (277 дворов) и Кошелевской Слобод (36 дворов). Всего в приходе состояло 5234 прихожанина.

### Советский период
В 1920—1930-е годы приход церкви поддерживался значительным числом верующих, так как здесь почивали мощи преподобного Иоасафа Печерского. В связи с этим в 1929 году советские власти предприняли попытку изъять мощи святого из храма, но сопротивление прихожан спасло церковь. Ещё в 1928 году была развёрнута пропагандистская кампания по поводу необходимости вскрытия мощей. Её итогом стало то, что часть жителей слободы в марте 1929 года просила правительственные органы вскрыть мощи. Данное постановление было опубликовано в газете «Нижегородская коммуна» под заглавием «Чего требуют 250 граждан Слободы Печер».
На основании заметки была составлена комиссия из представителей Нижегородского губернского административного отдела, сельсовета, церковного совета Печёрской церкви и частных граждан. 11 марта 1929 года комиссия прибыла в храм, где было произведено вскрытие мощей святого преподобного. Вход в храм-скрипту был опечатан. 19 марта Нижегородским советом «Союза безбожников» в школе в Печёрской слободе была назначена лекция, где предполагалось провести химические опыты над мощами. На лекцию собралось около двух тысяч человек, при этом значительная часть собравшихся пришла высказать протест против осквернения святыни и закрытия храма.
Часть собравшихся напала на лекторов, так что им пришлось скрыться в здании школы. На следующий день, 20 марта, жители слободы вновь собрались у здания сельсовета, были избиты двое активистов. Члены сельсовета заперлись в здании и не выходили, пока верующие не разошлись. Инцидент послужил предлогом к возбуждению уголовного дела в отношении священнослужителей и членов приходского совета. В обвинительном заключении «О предании суду членов клира Печерской церкви» Нижегородский отдел ОГПУ назвал выступления верующих «погромной группировкой». Были арестованы и позже отправлены в лагеря: настоятель церкви протоиерей Платон Воскресенский, протоиерей Пётр Добротворский, церковный староста Иван Батраков, члены церковного совета Я. М. Китаев и Ф. М. Недошивин. Уже в августе 1938 года по делу митрополита Горьковского Феофана были вновь арестованы члены клира церкви: священники Александр Лебедев и Михаил Золотов, диакон Николай Попов и псаломщик Николай Бодров. 4 октября они были расстреляны в Горьковской тюрьме.
После ареста клира храм фактически был закрыт. 16 февраля 1939 года члены приходского совета обратились в Ждановский райисполком с просьбой допустить к служению священника И. П. Крылова, позже — А. А. Архангельского. В просьбах было отказано, и тогда общине пришлось отказаться от пользования храмом.
13 июля 1939 года президиум Ждановского райсовета постановил расторгнуть договор с общиной. 11 мая 1940 года облисполком утвердил закрытие церкви с последующим переоборудованием здания под сельский клуб. 26 июня 1940 года постановлением Президиума Верховного совета РСФСР было окончательно утверждено закрытие церкви. Здание передали жилуправлению и собирались временно приспособить под овощной склад.
Однако, с наступлением Великой Отечественной войны ситуация изменилась. В августе 1943 года в храме были возобновлены богослужения, мощи преподобного Иоасафа возвращены в гробницу. В годы войны храм едва мог вместить всех прихожан, которых было зарегистрировано 2,5 тысячи человек. Вскоре церковь была отремонтирована. Настоятель иерей Константин Лебедев писал в тот момент: «Храм наш принял такой вид, в силу которого его можно назвать молитвенным зданием верующих, в котором они могут не только исправлять свои требы, но и находить уют и успокоение».
В разные годы в церкви совершали архипастырское служение: митрополит Сергий (Страгородский), митрополит Феофан (Туляков), архиепископ Горьковский Сергий (Гришин), епископ Зиновий (Красовский), митрополит Корнилий (Попов), архиепископ Иоанн (Алексеев), архиепископ Мстислав (Волонсевич), архиепископ Флавиан (Дмитриюк), митрополит Николай (Кутепов). В 1948 году храм посетил патриарх Алексий I.

### Современный период
С 2004 года в храме ведутся восстановительные работы.